# Крейтън Ейбрамс
Крейтън Уилямс Ейбрамс-младши (на английски: Creighton Williams Abrams Jr.) е американски генерал.
Той е командващ операциите във Виетнамската война от 1968 до 1972 г., а след това до смъртта си през 1974 г. е началник-щаб на от армията на Съединените щати. През 1980 г. армията нарича на негово име своя най-нов основен боен танк „М1 Ейбрамс“ на негово име.

## Биография

### Ранна кариера
Ейбрамс завършва Военната академия на САЩ в Уест Пойнт през 1936 г., както се класира на 185-то място от 276 в класа. Сред състудентите му са Бенджамин Дейвис и Уилям Уестморланд.
Ейбрамс служи в 1-ва кавалерийска дивизия от 1936 до 1940 г., като е повишен в първи лейтенант през 1939 г. и временно в капитан през 1940 г. Той става офицер в бронетанково подразделение в началото на развитието на този род войски и служи като командир на танкова рота в 1-ва бронирана дивизия през 1940 г.

### Втората световна война
По време на Втората световна война Ейбрамс служи в 4-та бронирана дивизия – първоначално като адютант на полка (юни 1941 – юни 1942), после като командир на батальон (юли 1942 – март 1943) и изпълнителен офицер на полка (март – септември 1943) в 37-ми бронетанков полк. През септември 1943 г. при реорганизация на дивизията 37-и бронетанков полк е преобразуван в 37-и танков батальон, а Ейбрамс става негов командир. Той ръководи бойното командване на дивизията по време на Арденската офанзива. През това време Ейбрамс е повишен временно в звание майор (февруари 1942 г.), подполковник (септември 1942 г.) и полковник (април 1945 г.). Повишен е в подполковник единадесет дни преди 28-ия си рожден ден. През голяма част от това време 4-та бронирана дивизия, водена от 37-ми танков батальон, е острието на Третата армия на генерал Джордж Патън. Той е един от командирите, които разбиват германските укрепления около Бастон и 101-ва въздушнодесантна дивизия по време на Арденската офанзива.
Крейтън Ейбрамс става известен като агресивен командир в бронираните войски. Използвайки качествата си на лидер и сравнително малките предимства на скоростта и надеждността на своята техника, той успя да победи немските сили, които имат предимството на превъзходна броня и превъзхождащи оръдия. Два пъти е награждаван с кръст за заслуги за изключителен героизъм – на 20 септември и 26 декември 1944 г. Генерал Джордж Патън каза за него: „Предполагам, че съм най-добрият командир на танк в армията, но имам един равен – Ейб Ейбрамс. Той е световният шампион.“
През април 1945 г. Ейбрамс е повишен във временно в полковник, но е върнат в подполковник по време на следвоенната демобилизация. На 23 април 1945 г. Уил Ланг написва биография на Ейбрамс, наречена „Полковник Ейб за цял живот“.

### Следвоенен период
След войната Ейбрамс служи в Генералния щаб на армията (1945 – 1946) като началник на катедрата по тактика в бронетанковото училище във Форт Нокс (1946 – 1948) и завършва колежа за командване на Генералния щаб във Форт Ливънуърт (1949). Командва 63-и танков батальон, част от 1-ва пехотна дивизия, в Европа (1949 – 1951). Отново е произведен в полковник и командва 2-ри бронекавалерийски полк (1951 – 1952). Тези части имат важни задачи в разгара на Студената война и опасенията от потенциално нахлуване на Съветския съюз в Западна Европа. След това посещава и завършва Военния колеж на армията през 1953 г.
Заради службата си в Европа той се включва в Корейската война едва в края на конфликта. Последователно служи като началник-щаб на I, X и IX корпус в Южна Корея (1953 – 1954).

### Щабни назначения и командване на дивизия
След завръщането на Ейбрамс от Корея той служи като началник на щаба на Бронетанковия център, Форт Нокс (1954 – 1956). Повишен е в бригаден генерал и е назначен за заместник-началник на щаба на резервните компоненти в Пентагона (1956 – 1959). Той е бил помощник-командир на 3-та бронетанкова дивизия (1959 – 1960 г.) и след това командва дивизията (1960 – 1962 г.), след като е повишен в генерал-майор. Той е преместен в Пентагона като заместник-началник на щаба по операциите (1962 – 1963) и през това време служи като представител на началника на щаба на армията, наблюдаващ въоръжените сили, разположени да подкрепят записването на Джеймс Мередит в отделения университет на Мисисипи.:с. 88 – 92
Той изпълнява подобна роля през май 1963 г. по време на протестите за граждански права в Бирмингам, Алабама.:с. 139 – 41 Следвайки тези роли, Ейбрамс поиска по-последователна политика за бързо използване на федералните сили в страната. През май 1963 г. Обединените началници формализираха тези договорености с Ударното командване, инструктирано да бъде подготвено „да премести готови, годни за разгръщане, персонализирани армейски сили, вариращи по размер от подсилена рота до максимална сила от 15 000 души персонал“.:с. 142
Повишен е в генерал-лейтенант и командва V корпус в Европа (1963 – 1964).
Ейбрамс е лице на корицата на списание Time три пъти за десет години – 1961 (13 октомври), 1968 (19 април), и 1971 (15 февруари).

### Войната във Виетнам
Ейбрамс е повишен в генерал през 1964 г. и е назначен за заместник-началник щаб на армията на Съединените щати.
Той е разглеждан като кандидат за началник на Щаба на армията. Поради опасения, относно провеждането на войната във Виетнам, той е назначен за заместник на своя съученик от Уест Пойнт, генерал Уилям Уестморланд, командир на Командването за военна помощ, Виетнам (MACV), през май 1967 г.
Ейбрамс наследява Уестморланд като COMUSMACV на 10 юни 1968 г. Командването му не е белязано от публичния оптимизъм на предшествениците му, които са склонни към пресконференции и публични изявления.
Твърди се от автори като Люис Сорли, че за разлика от Уестморланд, Ейбрамс прилага тактика за борба с бунтовниците, която се фокусира върху спечелването на сърцата и умовете на виетнамското селско население. Съвместна военно-цивилна организация, наречена Граждански операции и подкрепа за революционно развитие под ръководството на служителя на ЦРУ Уилям Колби, изпълни програмите за сърцата и умовете. Според полковник, цитиран в Men's Journal, във Виетнам имаше повече приемственост, отколкото промяна, след като Ейбрамс наследи Уестморланд.
Списание Newsweek по време на назначаването на Ейбрамс отбеляза, че според неговите източници в администрацията на Линдън Джонсън, последните са разговаряли дълго с Ейбрамс и са останали убедени, че генералът няма да направи много промени. Списанието цитира неидентифициран военен анализатор в смисъл, че „всички тези приказки за отпадане на операциите за търсене и унищожаване в полза на изчистване и задържане са просто глупости“. Нито един от стратегическите документи, изготвени от Ейбрамс при поемането на командването на MACV, не посочва необходимостта от каквато и да е промяна в стратегията на САЩ и американските сили продължават широкомащабни операции за ангажиране на основните сили на Народната армия на Виетнам (PAVN), включително битката при Хамбургер Хил през май 1969 г.
От 1969 г. войната във Виетнам все повече се превръща в конвенционална война между военните сили на Южен Виетнам и Северен Виетнам. След избирането на президента Ричард Никсън, Ейбрамс започна да прилага политиката на администрацията на Никсън за виетнамизация, за да намали участието на САЩ във Виетнам. С тази нова цел Ейбрамс намалява числеността на американските войски от пика си от 543 000 в началото на 1969 г. до 49 000 през юни 1972 г.
Южновиетнамските сили с въздушна подкрепа от САЩ отблъскват конвенционалната Великденска офанзива на PAVN през 1972 г. Продължителните усилия и разходи за войната дотогава изчерват голяма част от американската обществена и политическа подкрепа. Ейбрамс, презиращ повечето политици, с които е принуден да има работа, по-специално Робърт Макнамара и Макджордж Бънди, има още по-ниско мнение за външните изпълнители в армията, които обвинява в печалба от война.
Ейбрамс отговаря за нахлуването в Камбоджа през 1970 г. Президентът Никсън изглежда много уважава Ейбрамс и често разчита на съветите му. В записан на лента разговор между Никсън и съветника по националната сигурност Хенри Кисинджър на 9 декември 1970 г. Никсън каза на Кисинджър за мислите на Ейбрамс относно намесата в Камбоджа, че: „Ако Ейбрамс силно го препоръчва, ние ще го направим.“ Нивото на войските във Виетнам в крайна сметка достига 25 000 през януари 1973 г., по време на Парижкото мирно споразумение на четирите сили. Въпреки че се случва преди да поеме пълното командване, Ейбрамс понася тежестта от последиците при клането в Ми Лай през март 1968 г.
Никсън става все по-недоволен от представянето на Ейбрамс по време на операция Lam Son 719 и обсъжда известно време дали да отзове Ейбрамс. На 4 май 1972 г. Никсън решава да замени Ейбрамс с бившия си заместник генерал Фредерик Уейанд, но решението не е обявено публично до 20 юни 1972 г.:с. 568

### Началник щаб
Ейбрамс е назначен за началник-щаб на армията на Съединените щати от Никсън през юни 1972 г. Той не е потвърден от Сената на Съединените щати до октомври, поради политически причини, включващи обвинения в неразрешени бомбардировки на Северен Виетнам.:с. 576 Също така е съобщено, че Конгресът е забавил потвърждението, за да постави под въпрос войната в Камбоджа на администрацията. През това време Ейбрамс започва прехода към изцяло доброволческата армия, известна още като Проект VOLAR.
През януари 1974 г. Ейбрамс ръководи формирането на рейнджърски батальон. Първият батальон (Рейнджър), 75-та пехота, беше активиран е спуснат с парашут във Форт Стюарт, Джорджия, на 1 юли; 2-ри батальон (Рейнджър), 75-та пехота последва с активиране на 1 октомври. 3-ти батальон, 75-ти пехотен полк (рейнджър) и щабът и щабната рота, 75-ти пехотен полк (рейнджър), получават своите знаци десетилетие по-късно – на 3 октомври 1984 г. във Форт Бенинг, Джорджия. 75-ти рейнджърски полк е създаден през февруари 1986 г. Съвременните рейнджърски батальони дължат съществуването си на Ейбрамс и неговия устав:
| „ | Батальонът трябва да бъде елитна, лека и най-опитната пехота в света. Батальон, който може да прави нещата с ръцете и оръжията си по-добре от всеки друг. В батальона няма да има „хулигани или разбойници“ и ако батальонът бъде сформиран от такива лица, той ще бъде разформирован. Където и да отиде батальонът, трябва да си личи, че е най-добрият. | “ |

Ейбрамс служи като началник на щаба до смъртта си на 4 септември 1974 г.

## Личен живот
Роден в Спрингфийлд, Масачузетс, и израства в района на Фийдинг Хилс в Агавам, той е син на Нели Луиз (Рандъл) и Крейтън Уилямс Ейбрамс, железопътен работник. Ейбрамс се жени за Джулия Берт Харви (1915 – 2003) през 1936 г. Тя основа армейската група на Arlington Ladies и посвещава време на хуманитарни каузи.
Семейство Абрамс имало трима сина и три дъщери. И тримата сина стават старши офицери в армията: пенсионираният бригаден генерал Крейтън Уилямс Ейбрамс III, генерал Джон Нелсън Ейбрамс и генерал Робърт Брус Ейбрамс. Дъщерите Ноел Брадли, Жана Дейли и Елизабет Дойл се омъжват за офицери от армията.
Ейбрамс приема католицизма по време на престоя си във Виетнам. Той е възпитан като методистки протестант.
Заклет пушач на пури, Ейбрамс умира на 59-годишна възраст, единадесет дни преди 60-ия си рожден ден в медицинския център Walter Reed Army във Вашингтон, окръг Колумбия, от усложнения на операция за отстраняване на рак на белия дроб. Погребан е със съпругата си Джулия в Националното гробище в Арлингтън.

## Награди и отличия
Неговите награди и отличия включват:
| Кръст за отличителна служба с група от бронзови дъбови листа
|  | Кръст за отличителна служба с група от бронзови дъбови листа                                                           |
|  | Медал за отличителни заслуги в областта на отбраната с група от бронзови дъбови листа                                  |
|  | Армейски медал за отлична служба с четири бронзови дъбови листа                                                        |
|  | Медал за отлична служба на ВВС                                                                                         |
|  | Сребърна звезда с бронзови дъбови листа                                                                                |
|  | Легион за заслуги с бронзови дъбови листа                                                                              |
|  | Медал Бронзова звезда с V устройство                                                                                   |
|  | Медал за похвала за съвместна служба                                                                                   |
|  | Американски медал за отбранителна служба                                                                               |
|  | Американски медал за кампания                                                                                          |
|  | Медал за кампания в Европа–Африка–Близкия изток със сребърна звезда на кампанията                                      |
|  | Медал за азиатско-тихоокеанската кампания                                                                              |
|  | Медал за победа във Втората световна война                                                                             |
|  | Медал на окупационната армия                                                                                           |
|  | Медал за национална отбранителна служба с един бронзов клъстер от дъбови листа                                         |
|  | Корейски медал за служба с бронзова звезда на кампанията                                                               |
|  | Медал за служба във Виетнам с две сребърни и три звезди на кампанията                                                  |
|  | Медал за заслуги във Виетнам с бронзова звезда на кампанията (изисква се втора лента за разстояние между екипировката) |
|  | Цитиране на армейското президентско звено                                                                              |
|  | |

Чуждестранни отличия и награди
|  | Чехословашки боен кръст 1939 – 1945 (Чехословакия)                                          |
|  | Легион на честта (командир)(Франция)                                                        |
|  | Легион на честта (рицар)(Франция)                                                           |
|  | Военен кръст 1939 – 1945 (бронзова палма) (Франция)                                         |
|  | Френски кортик /French fourragère/ (Франция)                                                |
|  | Орден на изгряващото слънце, Гранд Кордон (Япония)                                          |
|  | Орден на Сикатуна, ранг Лакан (командир) (Филипини)                                         |
|  | Медал за освобождение на Филипините (Филипини)                                              |
|  | Орден за военни заслуги (무공훈장) (2-ри клас – Eulji Cordon (을지))(ROK) със златна звезда |
|  | Орден за военни заслуги (무공훈장) (1-ви клас – Taegeuk Cordon (태극))(ROK)                 |
|  | Орден за заслуги в националната сигурност, медал Тонгил (Южна Корея)                        |
|  | Орден за заслуги в националната сигурност, медал Gukseon (Южна Корея)                       |
|  | Цитиране на президентския отдел на Република Корея (Южна Корея)                             |
|  | Корейски военен медал (ROK)                                                                 |
|  | Национален орден на Виетнам, Рицар на Големия кръст (Южен Виетнам)                          |
|  | Галантен кръст с палма (Южен Виетнам)                                                       |
|  | Почетен медал на въоръжените сили, първа степен (Южен Виетнам)                              |
|  | Медал за граждански действия, първи клас (Южен Виетнам)                                     |
|  | Медал за кампанията във Виетнам (Южен Виетнам)                                              |
|  | Най-възвишеният орден на Белия слон, Рицар на Големия кръст (Тайланд)                       |
|  | Най-благородният орден на Короната на Тайланд, Рицар на Големия кръст (Тайланд)             |
|  | Орден за изключителна служба (DSO) (Великобритания)                                         |
|  | Медал за служба на Обединените нации (Корея) (Обединените нации)                            |

## Дати на ранг
| Insignia | Rank              | Component                 | Date              |
| -------- | ----------------- | ------------------------- | ----------------- |
|          | Кадет             | Военна академия на САЩ    | юли 1, 1932       |
|          | Втори лейтенант   | Редовна армия             | юни 12, 1936      |
|          | Първи лейтенант   | Редовна армия             | юни 12, 1939      |
|          | Капитан           | Army of the United States | септември 9, 1940 |
|          | майор             | Армия на Съединените щати | февруари 1, 1942  |
|          | подполковник      | Армия на Съединените щати | септември 3, 1942 |
|          | полковник         | Армия на Съединените щати | април 21, 1945    |
|          | подполковник      | Армия на Съединените щати | юни 1, 1946       |
|          | Капитан           | Редовна армия             | юни 12, 1946      |
|          | майор             | Редовна армия             | юли 1, 1948       |
|          | полковник         | Армия на Съединените щати | юни 29, 1951      |
|          | подполковник      | Редовна армия             | юли 7, 1953       |
|          | Бригаден генерал  | Армия на Съединените щати | февруари 7, 1956  |
|          | генерал-майор     | Армия на Съединените щати | ноември 28, 1960  |
|          | полковник         | Редовна армия             | юни 12, 1961      |
|          | Бригаден генерал  | Редовна армия             | юли 19, 1962      |
|          | генерал-майор     | Редовна армия             | май 23, 1963      |
|          | генерал-лейтенант | Армия на Съединените щати | август 1, 1963    |
|          | генерал           | Армия на Съединените щати | септември 4, 1964 |